# Leistungsmissbrauch
Von Leistungsmissbrauch spricht man, wenn jemand in Deutschland Sozialleistungen deswegen erhält, weil er nicht alle Tatsachen angibt, die für die Leistung erheblich sind, und/oder Änderungen in den Lebensverhältnissen, die für den Leistungsbezug erheblich sind, nicht unverzüglich mitteilt. Das gilt analog für die Beantragung solcher Leistungen.
Leistungsmissbrauch liegt beispielsweise vor, wenn ein Bezieher von Arbeitslosengeld der Agentur für Arbeit entgegen § 60 des (Ersten Buches Sozialgesetzbuch (SGB I) die Aufnahme einer Nebenbeschäftigung nicht anzeigt. Das erzielte Einkommen wird auf den Leistungsanspruch angerechnet, die Leistung entfällt dabei ganz oder teilweise.
Durch die unterlassene Mitteilung wird eine Ordnungswidrigkeit begangen, die mit einer Geldbuße bis zu 5000 Euro geahndet werden kann (§ 404 Abs. 2 Nr. 26, 27, Abs. 3 S. 1 3. Hs. SGB III (Arbeitslosengeld), § 63 Abs. 1 Nr. 6, 7, Abs. 2 1. Alt. SGB II (Bürgergeld)).
Geschieht dies mit Vorsatz, so wird der Leistungsempfänger wegen Betrugs angezeigt. Wird der Leistungsmissbrauch als Betrug geahndet, wird kein Bußgeld wegen der oben genannten Ordnungswidrigkeit verhängt (§ 21 Abs. 1 OWiG).

## Bekämpfung des Leistungsmissbrauchs

### Instrumente der Behörden
Bei der Bekämpfung von Leistungsmissbrauch haben Behörden bei (mutmaßlichen) Arbeitgebern das Recht auf Einsichtnahme in die Geschäftsunterlagen und entsprechende Auskunftserteilung der Unternehmen oder ihrer Steuerberater nach § 319 SGB III. § 93 Abs. 8 Abgabenordnung (AO) ermöglicht den Behörden, wie z. B. Jobcentern oder den Arbeitsagenturen Kontenabfragen durchzuführen, wenn ein Auskunftsersuchen beim Betroffenen erfolglos geblieben ist oder keinen Erfolg verspricht. Darüber hinaus können die Behörden einen Datenabgleich nach §§ 52 Abs. 1 SGB II, 397 Abs. 1 SGB III vornehmen, aus denen z. B. ersichtlich ist, ob der Leistungsempfänger eine Beschäftigung aufgenommen hat (DaLEB-Verfahren).
Im Bereich der Schwarzarbeit von Leistungsberechtigten findet eine Zusammenarbeit mit den hierfür zuständigen Zollbehörden statt.
Die Träger der Grundsicherung für Arbeitssuchende führen zum Abgleich des Bezugs anderer Sozialleistungen, die eventuell auf die Grundsicherungsleistung anzurechnen sind, quartalsweise einen automatischen Datenabgleich zwischen den Leistungsträgern und der Datei der Rentenversicherungsträger durch. Weiterhin kann der Sozialleistungsträger bei konkretem Verdacht bei anderen Leistungsträgern Einzelauskünfte über den Bezug bestimmter Leistungen einholen.
Ein weiteres Instrument zur Bekämpfung von Leistungsmissbrauch ist der Einsatz von Mitarbeitern in einem Außen- oder Ermittlungsdienst, der vor Ort (etwa im Wohnumfeld) die von den Betroffenen gemachten Angaben überprüft. Dieser hat ohne Einwilligung des Hausherren kein Recht auf Einlass in die Wohnung. Jedoch kann eine Verweigerung des Einlasses durch den Betroffenen durchaus bei der gerichtlichen Klärung von Missbrauchsvorwürfen negativ bewertet werden, beispielsweise bei einer Klage gegen eine vorläufige Einstellung der Leistungen. Bei konkretem und hinreichendem Tatverdacht auf strafbare Handlungen (siehe dazu auch unten) kann auch die Polizei eingeschaltet und ein richterlicher Durchsuchungsbefehl beantragt werden.

### Bußgelder und strafrechtliche Ahndung
Verstöße gegen die Mitwirkungspflichten (beispielsweise Leistungsbezug infolge vorsätzlich falscher oder unvollständiger Angaben, § 56 ff. SGB II) werden durch Strafanzeigen wegen Leistungsbetruges nach § 263 StGB sowie Bußgelder (§ 63 SGB II (Bürgergeld), § 404 Abs. 2 Nr. 26, 27 SGB III (Arbeitslosengeld)) geahndet. Zusätzlich sind die zu Unrecht gezahlten Leistungen nach § § 45, § 50 SGB X zurückzuzahlen. Bei der Vorlage ge- oder verfälschter Unterlagen kommt auch eine Ahndung als Urkundenfälschung nach § 267 StGB in Betracht.